# دونالد پتری
دونالد پتری (انگلیسی: Donald Petrie؛ زادهٔ ۲ آوریل ۱۹۵۴) یک هنرپیشه، و کارگردان اهل ایالات متحده آمریکا است. وی از سال ۱۹۷۶ میلادی تاکنون مشغول فعالیت بوده‌است.